# Нарньяк
Нарнья́к (фр. и окс. Narnhac) — коммуна во Франции, находится в регионе Овернь. Департамент — Канталь. Входит в состав кантона Пьерфор. Округ коммуны — Сен-Флур.
Код INSEE коммуны — 15139.
Коммуна расположена приблизительно в 440 км к югу от Парижа, в 100 км южнее Клермон-Феррана, в 27 км к востоку от Орийака.

## Население
Население коммуны на 2008 год составляло 79 человек.
| 1962 | 1968 | 1975 | 1982 | 1990 | 1999 | 2008 |
| ---- | ---- | ---- | ---- | ---- | ---- | ---- |
| 224  | 184  | 138  | 128  | 118  | 84   | 79   |

## Экономика

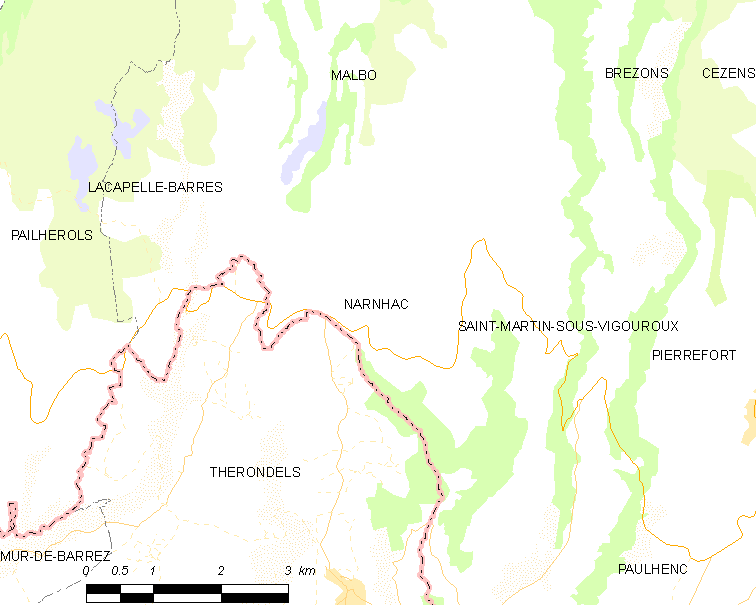
Карта коммуны

В 2007 году среди 44 человек в трудоспособном возрасте (15—64 лет) 31 были экономически активными, 13 — неактивными (показатель активности — 70,5 %, в 1999 году было 76,9 %). Из 31 активных работали 28 человек (15 мужчин и 13 женщин), безработных было 3 (1 мужчина и 2 женщины). Среди 13 неактивных 3 человека были учениками или студентами, 7 — пенсионерами, 3 были неактивными по другим причинам.